# Fontaine-Heudebourg
 Fontaine-Heudebourg  là một xã thuộc tỉnh Eure trong vùng Normandie miền bắc nước Pháp.